# Lac de Santa Maria
Le lac de Santa Maria (ou lac de Tret, Tretsee en allemand) est un petit lac alpin situé dans le val di Non à 1 604 m dans la municipalité de Senale-San Felice, à environ 44 km de Bolzano.
Il est situé à une courte distance de la frontière avec la province autonome de Trente. le nom lac de Tret dérive de la proximité du hameau de Tret de la municipalité de Fondo avec laquelle il est relié par un chemin.

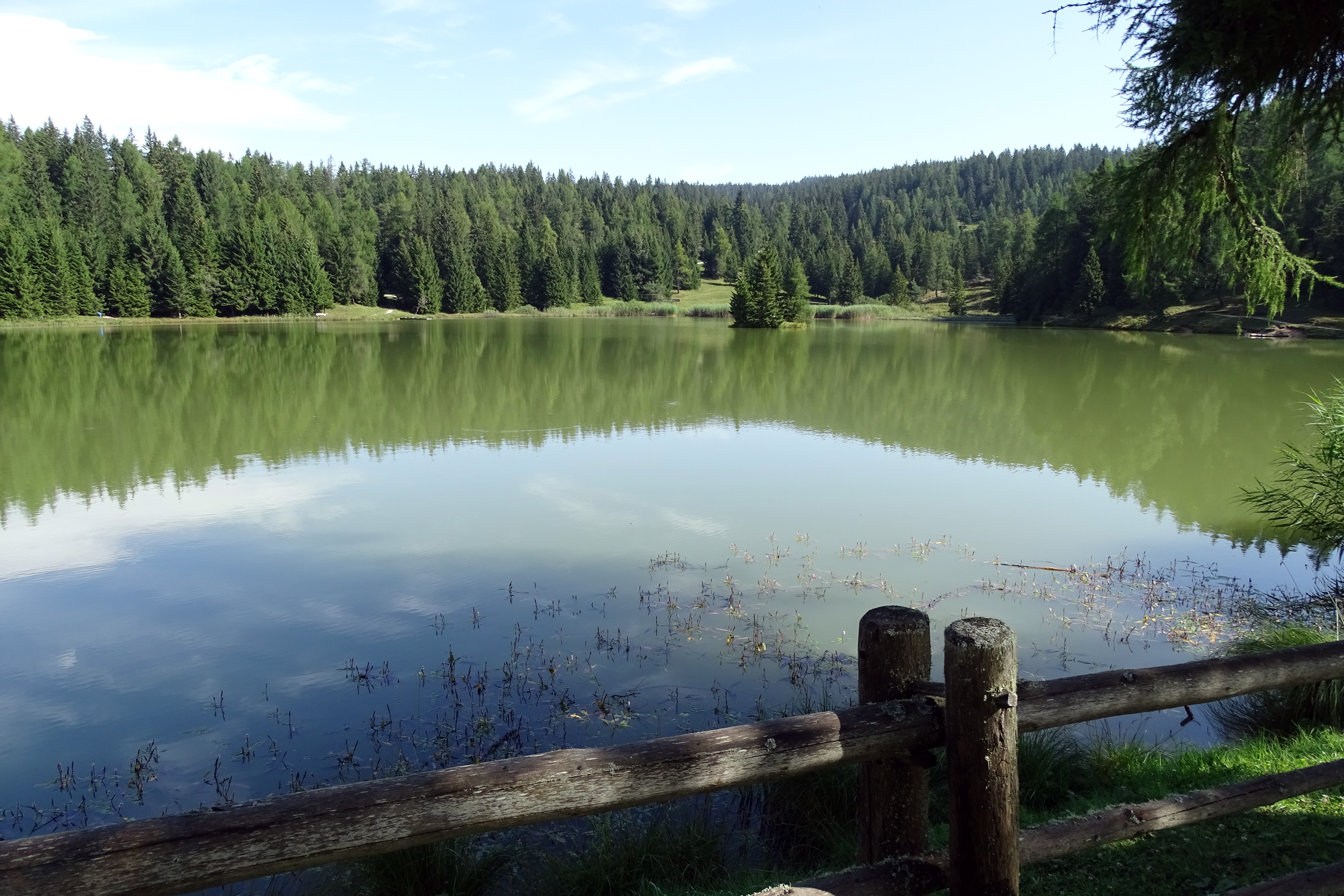
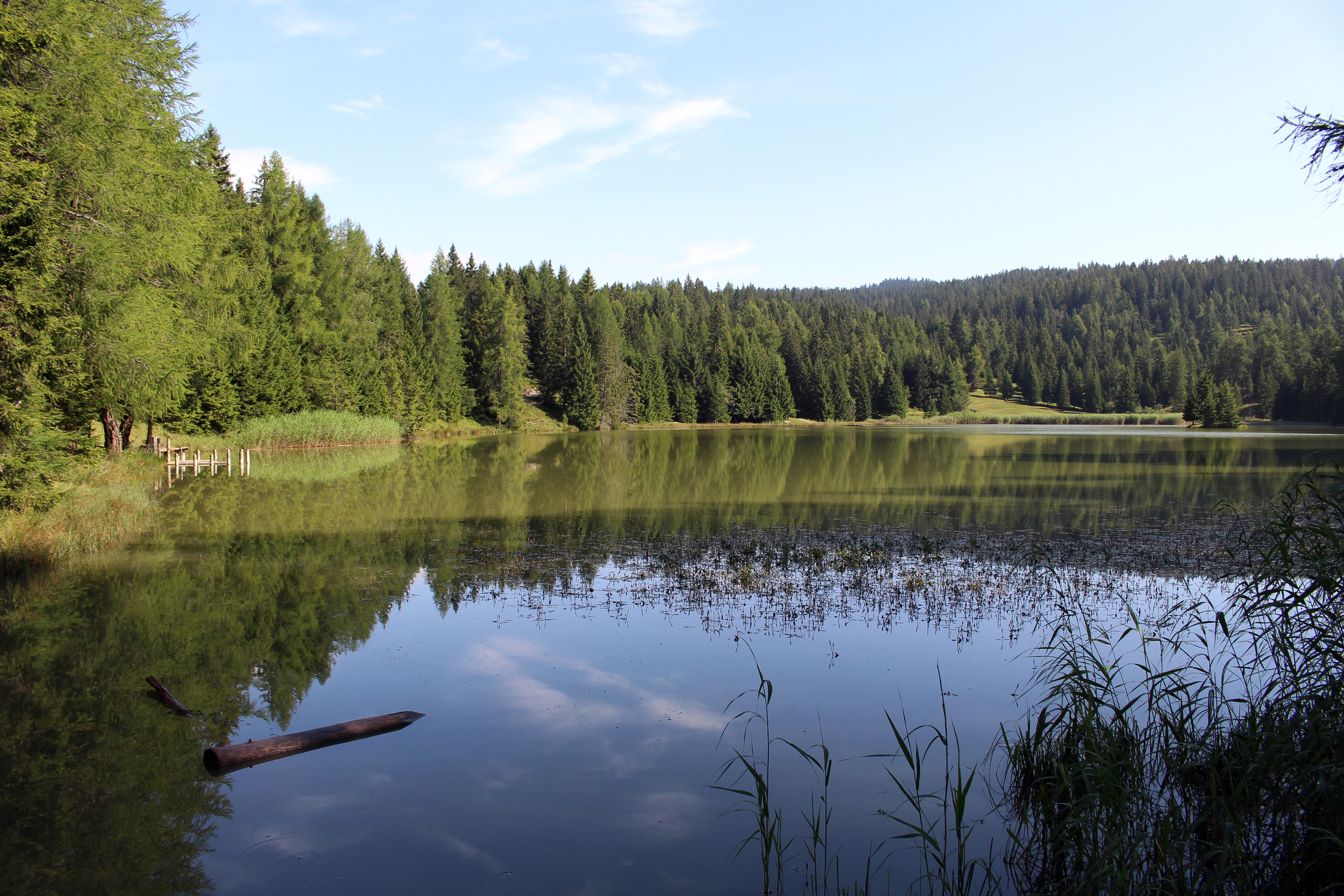